# Béatrice Macé
Pour les articles homonymes, voir Macé.
Béatrice Macé est une personnalité du monde de la culture française, née le 24 mars 1958. Elle fonde puis dirige les Rencontres Trans Musicales à Rennes.

## Biographie
Après avoir grandi à Dinan, elle déménage à Rennes en 1975 âgée de 17 ans pour y suivre des cours d'histoire de l'art puis de linguistique à l'université Rennes-II. Elle y rencontre d'autres étudiants comme Jean-Louis Brossard, avec qui elle cofonde les Rencontres trans musicales en 1979.
Candidate aux élections régionales de 2021 sur la liste « La Bretagne avec Loïg » conduite par Loïg Chesnais-Girard, elle est élue conseillère régionale de Bretagne et devient vice-présidente chargée de la culture, des droits culturels et de l'éducation artistique. Depuis 2021, Béatrice Macé est maîtresse de conférences associée à l'Institut National Supérieur de l'Education Artistique et Culturelle. 
Elle a récemment traité d'« Attardés » les festoù-noz pendant un Conseil Régional.   

## Décoration
- Chevalier de la Légion d'honneur (14 juillet 2018)[4]
- Commandeur de l'ordre des Arts et des Lettres (18 décembre 2020)[5]